# Ростовцев, Григорий Григорьевич
Григорий Григорьевич Ростовцев (1889—1975) — советский учёный в области строительной механики летательных аппаратов, автор первого в мире учебника по самолётостроению.

## Биография
Родился в Москве 21 апреля 1889 года[по какому календарю?] в семье потомственных дворян Марии Андреевны (урождённой Самгиной) и Григория Александровича Ростовцевых. Сестра Татьяна была женой геолога Михаила Швецова. В 1910 году окончил физико-математический факультет Московского университета (по специальности механика), в 1917 году — Петроградский политехнический институт (морской факультет).
В 1922 году стал первым преподавателем вновь организованной кафедры «Строительная механика летательных аппаратов» Ленинградского политехнического института. Позже был заведующим кафедрой конструкции и прочности самолётов Ленинградского института инженеров ГВФ (1931—1941), начальником кафедры конструкции и прочности самолётов Ленинградской военно-воздушной инженерной академии (1941—1955), начальником кафедры строительной механики летательных аппаратов (1955—1958).
С 1958 года — профессор академии, руководитель научной школы по проблемам прочности, жесткости и живучести летательных аппаратов. Доктор технических наук. Умер 30 сентября 1975 года в Ленинграде.

## Семья
От брака с Паулиной Александровной Ростовцевой (в девичестве Пом) оставил двоих сыновей: Григория  (1919—1987) кандидата технических наук, доцента и Юрия  (1928-2022) — доктора технических наук, профессора.

## Труды
Основные направления его деятельности были связаны с разработкой вопросов строительной механики летательных аппаратов, теории их упругости и теории колебаний частей летательных аппаратов. Им разработаны методы расчета прочности тонкостенных конструкций летательных аппаратов. Автор более 110 научных трудов, в том числе первого в мире учебника по самолетостроению.

## Признание
- Заслуженный деятель науки и техники РСФСР (1966).